# Angriff auf den pakistanischen Stützpunkt Salala
Der Angriff auf den pakistanischen Stützpunkt Salala war ein Luftangriff der NATO auf den pakistanischen Stützpunkt in Salala im Stammesgebiet unter Bundesverwaltung Mohamad nahe der afghanischen Grenze am 26. November 2011. Zwischen 24 und 26 pakistanische Soldaten wurden getötet, zwischen 13 und 27 Soldaten verwundet. Der Beschuss habe zwei Stunden gedauert.

## Hintergrund
Zuvor hatte die Liquidation Osama bin Ladens durch US-Einheiten auf pakistanischem Territorium für diplomatische Schwierigkeiten gesorgt.

## Reaktionen
Die pakistanische Außenministerin Hina Rabbani Khar und Pakistans Verteidigungsminister Chaudhry Ahmed Mukhtar protestierten. Die Grenze nach Afghanistan wurde für NATO-Transporte gesperrt. Außerdem boykottierte die pakistanische Regierung die kurz danach stattfindende Afghanistan-Konferenz in Bonn. Die US-Army wurde von der pakistanischen Regierung aufgefordert, die Flugbasis Shamsi in Belutschistan binnen 15 Tagen zu räumen.
Als Reaktion auf die Angriffe wurde Difa-e Pakistan, eine islamistische, pakistanische  Organisation, gegründet.
Die Vereinigten Staaten setzten die Drohnenangriffe in Pakistan aus. Der Letzte wurde am 17. November, also neun Tage vor den Angriffen in Salala, geflogen. Sie wurden erst in der Nacht vom 10. auf den 11. Januar 2012 mit einem Angriff in der Nähe von Miranshah wieder aufgenommen.
Erst am 12. April 2012 stimmte das pakistanische Parlament einer eingeschränkten Wiedereröffnung der Nachschubrouten zu. Am 5. Juni öffnete sie die pakistanische Regierung wieder.